# Bò đỏ Đan Mạch

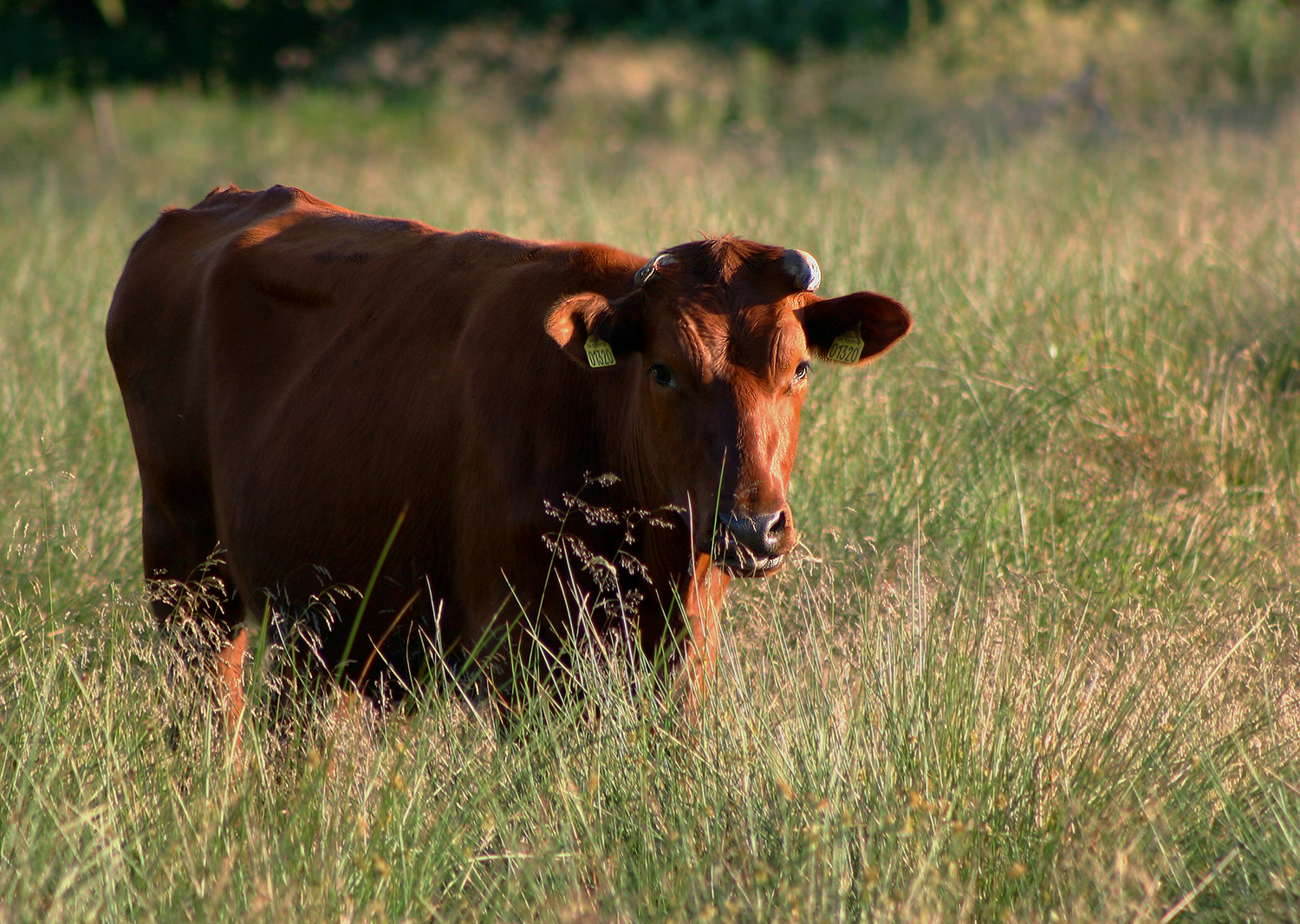
Một con bò đỏ Đan Mạch

Bò đỏ Đan Mạch (tên gốc: Danish Red hay Red Danish hay Red Dane) là một giống bò sữa có nguồn gốc từ Đan Mạch. Đây là một trong những giống bò cho sản lượng sữa chính ở châu Âu và Đan Mạch với 42.599 cá thể bò cái cho sữa được nuôi tại Đan Mạch. Chúng là giống thịt sữa kiêm dụng. Hiện nay, giống bò này có mặt ở rất nhiều nước trên thế giới, nổi tiếng thế giới bởi tỷ lệ bơ sữa và protein cao.

## Đặc điểm
Giống Bò đỏ Đan Mạch cò thân hình khá lớn, cơ thế vuông vắn, màu sắc lông chủ yếu là đỏ (hung đỏ, sắc hoe) và đỏ sẫm. Bò đực trưởng thành có trọng lượng 1000–1300 kg, con cái khoảng 650 kg. Tính năng sữa tốt, năm 1989–1990, sản lượng sữa trung bình là 6.712 kg, tỷ lệ bơ sữa là 4.31%, tỷ lệ protein trong sữa là 3.495. Ưu điểm của giống Bò đỏ Đan Mạch là giống bò này phát triển sớm, phát triển nhanh, phẩm chất thịt tốt, tỷ lệ xẻ thịt bình quân là 54%. Đây là giống bò cho thịt và sữa, khả năng sinh sản cao, là giống bò rất dễ đẻ, phù hợp với người dân vốn ít, có thể ưu tiên nuôi lấy giống phát triển ban đầu, sau đó mở rộng quy mô để phát triển kinh tế. Giống bò này có sức khỏe tốt, khả năng chịu đựng cao, cho sản lượng sữa có hàm lượng chất béo và hàm lượng protein cao. Bò ít mắc bệnh về móng vuốt, vú khỏe, ít bị viêm vú, có khả năng chịu nhiệt cao và thích nghi tốt với các vùng khí hậu khác nhau (kể cả vùng nóng và vùng lạnh).